# Jerry Jeff Walker
Jerry Jeff Walker, geboren als Ronald Clyde Crosby (Oneonta, 16 maart 1942 - Austin, 23 oktober 2020), was een Amerikaanse countryzanger en songwriter.

## Biografie
Crosby groeide op in de staat New York. Zijn grootouders speelden tijdens squaredance-evenementen, wat hem als jongeman inspireerde. Hij speelde in de plaatselijke band The Tones, die naar Philadelphia reisde om voor te spelen in de tv-show American Bandstand. De jonge muzikanten werden afgewezen, maar kregen toch een aanbeveling om voor te spelen in New York, waar ze een contract tekenden bij Baton Records. De producent verving enkele leden door sessiemuzikanten, onder wie Ronald Crosby.
Na de highschool meldde Crosby zich bij de National Guard, maar hij deserteerde en trok als straatmuzikant door het land. Via New Orleans, Texas en Florida belandde hij uiteindelijk weer in New York. Meestal speelde hij ukelele, totdat hij in 1963 gitaar ging spelen. In 1966 koos hij de artiestennaam Jerry Jeff Walker, waarmee hij midden jaren 1960 optrad in de folkclubs van Greenwich Village. Met Bob Bruno formeerde hij de band Circus Maximus (niet te verwarren met de gelijknamige Noorse band), die twee lp's uitbracht en met Wind een kleine hit kon scoren. Omdat Bruno zich meer interesseerde voor jazz, wat niet overeenkwam met de sterkere folk- en country-oriëntatie van zijn partner, begon Walker een solocarrière. Hij nam met ondersteuning van onder anderen David Bromberg het baanbrekende album Mr. Bojangles op. De titelsong plaatste zich op een bescheiden plek (#77) in de Amerikaanse hitlijst, maar werd gaandeweg een grote klassieker van de pop-, jazz-, folk- en countrymuziek, die in talrijke versies werd opgenomen door Sammy Davis jr., Frank Sinatra, Harry Belafonte, Bob Dylan, John Denver, Harry Nilsson, Neil Diamond, Lee Towers, Tom T. Hall, Robbie Williams, Nina Simone. Er bestaan ook Duitse versies van Katja Ebstein en Wolfgang Niedecken.
In de jaren 1970 verhuisde Walker naar Austin, waar hij in aanraking kwam met het outlaw-circuit en met artiesten als Willie Nelson, Guy Clark, Waylon Jennings en Townes Van Zandt. MCA Records en Electra Records brachten platen van hem uit, voordat hij het onafhankelijke label Tried & True Music en het productiebedrijf Goodknight Music oprichtte, waarover zijn echtgenote Susan Streit de leiding had. Het resultaat was een reeks opnamen, die steeds persoonlijker en autobiografischer werden, zonder enige druk van grote labels. Ook publiceerde hij zijn autobiografie Gypsy Songman in boekvorm. Walker kon dankzij deze onafhankelijkheid zijn eigen stijl ontwikkelen, die hij 'cowjazz' noemde. In 2004 bracht hij zijn eerste dvd met oude songs uit, die hij had opgenomen in Austin in een zeer intieme atmosfeer.
Walker nam niet alleen eigen materiaal op, maar vertolkte ook werken van Rodney Crowell, Todd Snider, Guy Clark, Townes Van Zandt, Keith Sykes, Paul Siebel en Bob Dylan. Gezien zijn onafhankelijkheid en zijn grote invloed op de volgende generatie van de outlaw-beweging werd hij wel de 'Jimmy Buffett van Texas' genoemd, maar in feite was Walker degene die Buffett voor het eerst naar Key West bracht, waar hij een begrip werd. Samen schreven ze de song Railroad Lady. Zijn verjaardag vierde Walker sinds 2004 met de Texas Bash in het Paramount Theatre in Austin en in de Gruene Hall, de oudste dancehall van Texas in Gruene. Twee dagen achtereen speelde Walker met talrijke gasten en vertelde hij verhalen. De toeloop was elk jaar bijzonder groot.

## Privéleven en overlijden
Jerry Jeff Walker en Susan Streit waren sinds 1974 getrouwd. Het paar had twee kinderen: zoon Django Walker, die zelf actief is als muzikant en dochter Jessie Jane. De familie woont in Austin en in Belize. 
In 2017 werd bij hem de diagnose keelkanker gesteld. Jerry Jeff Walker overleed in oktober 2020 op 78-jarige leeftijd.

## Discografie
- 1967:	Circus Maximus (Vanguard)
- 1968:	Neverland Revisited (Vanguard)
- 1968: Mr. Bojangles (Atco)
- 1969:	Driftin' Way of Life (Vanguard)
- 1970:	Five Years Gone (Atco)
- 1970:	Bein' Free (Atco)
- 1972:	Jerry Jeff Walker (MCA Records)
- 1973:	Viva Terlingua (MCA Records)
- 1974:	Walker's Collectibles (MCA Records)
- 1975:	Ridin' High (MCA Records)
- 1976:	It's a Good Night for Singing (MCA Records)
- 1977:	A Man Must Carry On (MCA Records)
- 1978:	Contrary to Ordinary (MCA Records)
- 1978:	Jerry Jeff (Elektra/Asylum)
- 1979:	Too Old to Change (Elektra/Asylum)
- 1980:	The Best of JJW (MCA Records)
- 1981:	Reunion (MCA Records)
- 1982:	Cowjazz (MCA Records)
- 1987:	Gypsy Songman (T&TM/Ryko)
- 1989:	Live at Gruene Hall (T&TM/Ryko)
- 1991:	Navajo Rug (T&TM/Ryko)
- 1991: Great Gonzos (MCA Records)
- 1992:	Hill Country Rain (T&TM/Ryko)
- 1994:	Viva Luckenbach (T&TM/Ryko)
- 1994: Christmas Gonzo Style (T&TM/Ryko)
- 1995:	Night After Night (T&TM)
- 1996:	Scamp (T&TM)
- 1998:	Cowboy Boots & Bathing Suits (T&TM)
- 1998: Lone Wolf: Elektra Sessions (Warner Bros. Records)
- 1999:	Best of the Vanguard Years (Vanguard)
- 1999: Gypsy Songman: A Life in Song (T&TM)
- 2001:	Gonzo Stew (T&TM)
- 2001: Jerry Jeff Walker: Ultimate Collection (Hip-O Records)
- 2003:	Jerry Jeff Jazz (T&TM)
- 2004:	The One and Only
- 2009:	Moon Child

- Bibsys: 3106384
- Bibliothèque nationale de France: cb13932940z (data)
- Gemeinsame Normdatei: 13458094X
- International Standard Name Identifier: 0000 0000 8074 7868
- Library of Congress Control Number: n92064139
- MusicBrainz: 3faa019a-ad91-4ddf-87d5-fdcbdfd8327c
- Nationale Bibliotheek van Israël: 987007344398205171
- Nederlandse Thesaurus van Auteursnamen: 101425899
- Istituto Centrale per il Catalogo Unico: DDSV170576
- SNAC: w63b9bz9
- Système universitaire de documentation: 088521370
- Virtual International Authority File: 64194721
- WorldCat: E39PBJxxjWDJCxF3j7PxXgQTHC